# Narthecusa packardii
Narthecusa packardii är en fjärilsart som beskrevs av Herman Dewitz 1881. Narthecusa packardii ingår i släktet Narthecusa och familjen mätare. Inga underarter finns listade i Catalogue of Life.